# Liste des évêques de Palm Beach
Le diocèse de Palm Beach est créé le 16 juin 1984, par détachement de celui d'Orlando et de l'archevêché de Miami.

## Évêques
- 17 juillet 1984-20 février 1990 : Thomas Daily (Thomas Vose Daily)
- 12 juin 1990-6 juin 1998 : Joseph Symons (Joseph Keith Symons)
- 12 novembre 1998-13 mars 2002 : Anthony O’Connell (Anthony Joseph O’Connell)
- 3 septembre 2002-1er juillet 2003 : Sean O'Malley (Sean Patrick O'Malley)
- depuis le 1er juillet 2003 : Gerald Barbarito (en) (Gérald Michaël Barbarito)

## Source
- (en) Diocese of Palm Beach, Catholic-Hierarchy